# Celestyn Czaplic
Celestyn Czaplic herbu Kierdeja, krypt.: C. C. L. W. K., N. N.(?), (ur. 6 kwietnia 1723, zm. 3 lub 23 maja 1804 w Warszawie) – łowczy wielki koronny od 1773, marszałek sejmu 1766, poeta.

## Życiorys
Pochodził z rodziny ruskiej Czapliców ze Szpanowa. Był synem Ignacego, podstolego kijowskiego, i Franciszki z Piaskowskich. Wykształcenie odebrał u pijarów w Międzyrzeczu i jezuitów w Ostrogu. Przebywał na dworze i w obozie Antoniego Lubomirskiego. W roku 1743 został podczaszym kijowskim. Od tego czasu zasiadał w licznych komisjach. Był deputatem (3-krotnie) do Trybunału Głównego Koronnego, posłem sejmów (8-krotnie) w latach: 1752, 1754, 1758, 1766, 1767 i 1768. Dzięki przychylności Michała Czartoryskiego został sędzią grodzkim w Łukowie, a następnie tamtejszym podstarościm. W okresie bezkrólewia, podpisał manifest 11 maja roku 1764 przeciwko konwokacji, mimo że nie opuścił miejsca w sądzie kapturowym. Poseł województwa wołyńskiego na sejm konwokacyjny 1764 roku. Był konsyliarzem  konfederacji Czartoryskich w 1764 roku z województwa kijowskiego. Podczas elekcji Stanisława Augusta Poniatowskiego (1764) należał do redaktorów paktów konwentów królewskich. Podpisał elekcję Stanisława Augusta Poniatowskiego z województwa wołyńskiego. Był posłem na sejm koronacyjny 1764 roku z województwa kijowskiego. Z ramienia Janusza Sanguszki był przez pewien czas surrogatorem grodu krzemienieckiego. 24 czerwca roku 1765 został podkomorzym wołyńskim. W roku 1766 był marszałkiem tzw. sejmu Czaplica, na którym ostatecznie pogrzebano projekt reform familii Czartoryskich. W czasie jednej z sesji, wyczerpany całonocnymi obradami zasnął na taborecie, a w imieniu zemdlałego na siłach marszałka posiedzenie zakończył ktoś z widowni. Mimo wszystko sejm uchwalił gratyfikację za jego pracę w wysokości 80 000 złp, a Stanisław August odznaczył go w maju roku 1767 Orderem Świętego Stanisława. Latem tego roku przystąpił do konfederacji radomskiej, a na życzenie króla przyjął mandat koronny z Inflant na sejm roku 1767-1768 (nagrodzono go także starostwem dubieńskim w województwie bełskim). W załączniku do depeszy z 2 października 1767 roku do prezydenta Kolegium Spraw Zagranicznych Imperium Rosyjskiego Nikity Panina, poseł rosyjski Nikołaj Repnin określił go jako posła właściwego dla realizacji rosyjskich planów na sejmie 1767 roku za którego odpowiada król, poseł koronny z Inflant na sejm 1767 roku. 23 października 1767 wszedł w skład delegacji Sejmu, wyłonionej pod naciskiem posła rosyjskiego Nikołaja Repnina, powołanej w celu określenia ustroju Rzeczypospolitej. Nie przystąpił do konfederacji barskiej i nie uczestniczył w obradach sejmu rozbiorowego. W tym czasie w wielu sądach komisarskich i był komisarzem sądowo-edukacyjnym.
W 1768 podpisał narzucony Rzeczypospolitej traktat gwarancyjny Katarzyny II. Łowczym koronnym został 25 kwietnia 1773. Dwa lata później (1775), został kawalerem Orderu Orła Białego. W latach 1778–1780 zasiadał w Radzie Nieustającej. Członek Departamentu Sprawiedliwości Rady Nieustającej w 1779 roku. Zrażony niepowodzeniem w swych staraniach o podkanclerstwo koronne (1780) i województwo czernihowskie (1782), w maju roku 1784 złożył rezygnację z godności łowczego koronnego. W czasie Sejmu Czteroletniego, 31 grudnia 1788 wszedł do Komisji Wojskowej Obojga Narodów. Był komisarzem cywilnym z Prowincji Wielkopolskiej w tej komisji w 1792 roku.
Brał udział w urządzanych przez króla obiadach czwartkowych. Przyjaźnił się z F. Bohomolcem. Poślubił Annę Drzewiecką, podkomorzankę krzemieniecką. Pod koniec życia osiadł w Warszawie (ul. Senatorska), w pałacu swego zięcia Antoniego Barnaby Jabłonowskiego, kasztelana krakowskiego.

## Twórczość

### Ważniejsze utwory
- Czopowe i szelężne generalne, brak miejsca wydania 1766, (projekt sejmowy)
- Historia, czyli dziwna awantura Olinda z Amaryllą, w różnych przypadkach ciekawa, z prozy na rym ułożona r. 1774, Lwów 1774
- "Na Solec" (wiersz), Zabawy Przyjemne i Pożyteczne 1774, t. 11, cz. 1; wyd. osobne: brak miejsca i roku wydania; przedr. J. Kott: Poezja polskiego Oświecenia. Antologia, Warszawa 1954, wyd. 2 Warszawa 1956
- Zabawy. Quaeramus, seria, ludo. Cz. I, Poczajów 1787; druk anonimowy; autorstwo domniemane według sugestii J. W. Gomulickiego (zob. E. Aleksandrowska Zabawy Przyjemne i Pożyteczne 1770-1777, "Monografia bibliograficzna", Wrocław 1959, s. 99); tu m.in. przekłady z: Ch. F. Gellerta, J. La Fontaine'a i P. Metastasio; wiele zebranych wierszy ogł. poprzednio pod krypt.: N. N., Zabawy Przyjemne i Pożyteczne 1775, t. 12, cz. 2, s. 300-324
- Pieśń (Niech żyje zawsze ten luby kątek...), ogł. z rękopisu Biblioteki Jagiellońskiej, sygn. 6899, J. W. Gomulicki: "Tylko dla dorosłych", Nowe Książki 1958, nr 15, (autorstwo przypisywane także F. Bohomolcowi i F. K. Woynie, zięciowi Czaplica)
- Od Czaplica przywitanie króla (wiersz), rękopisy: Biblioteka Czartoryskich, sygn. 1684; Biblioteka Uniwersytetu Warszawskiego, sygn. 209.4.2.16, (utwór znany też pt. Pieśń czerniakowska)
- Autografy różnych wierszy Czaplica w Bibliotece Czartoryskich, sygn. 1.962; odpisy XVIII-wieczne tamże, sygn. II 1962, (J. Bartoszewicz, a za nim W. Konopczyński przypisywali błędnie Czaplicowi autorstwo popularnej pieśni, przyśpiewki biesiadnej F. Bohomolca: Kurdesz nad kurdeszami).

### Listy i materiały
- Do Stanisława Augusta, rękopis: Biblioteka Czartoryskich, sygn. 658 (w korespondencji króla z lat 1764-1766)
- List z roku 1776, rękopis: Biblioteka Czartoryskich, sygn. 1192
- Excerpt z listu do A. Jabłonowskiego, rękopis: Biblioteka Czartoryskich, sygn. 658 (w korespondencji króla z lat 1780-1781)
- Do I. Czartoryskiej z 2 stycznia 1781, rękopis: Biblioteka Czartoryskich, sygn. III 1961.